# Peter Caruana
Peter Richard Caruana (Gibraltar, 15 de octubre de 1956) es un político gibraltareño, líder de los Socialdemócratas de Gibraltar (GSD, Gibraltar Social Democrats) y de la oposición en el Parlamento de Gibraltar. Fue ministro principal de Gibraltar entre 1996 y 2011. Dejó el poder tras perder las elecciones del 8 de diciembre de 2011 contra Fabian Picardo, líder de la coalición GSLP-LP, de carácter social-laborista.

## Biografía
Peter Caruana nació en Gibraltar. Forma parte de la tercera generación de una familia de camiseros proveniente de Malta. Estudió con los Hermanos Cristianos en Gibraltar, siguiendo sus estudios en el Reino Unido, en escuelas privadas católicas, primero en la Grace Dieu Manor School y luego en Ratcliffe College, ambas en Leicester. Posteriormente estudió Derecho en el Queen Mary College de la Universidad de Londres y se habilitó como letrado en el Council of Legal Education de Londres.
Tras su retorno a Gibraltar, en 1979 ingresó en el despacho de abogados Triay & Triay. Allí conoció a Cristina, hija de Joseph Triay, el socio mayor del bufete, con la que se casó. Triay, que había sido uno de los Palomos de la década de 1960, dirigía el Partido para la Autonomía de Gibraltar (PAG), un partido que proponía la integración de Gibraltar en España con un amplio nivel de autonomía. En las elecciones legislativas de 1980, Caruana fue agente electoral del partido. Tras el fracaso del PAG, Caruana se mantuvo apartado de la política durante una década. En 1990, Caruana se convirtió en socio de Triay & Triay, especializándose en asuntos comerciales y marítimos. Ese mismo año volvió a la política, ingresando en los Socialdemócratas de Gibraltar, un partido de centro-derecha que había sido creado un año antes por Peter Montegriffo, un antiguo dirigente de la Asociación para el Avance de los Derechos Civiles (AACR). En febrero de 1991, Montegriffo, ante la tesitura de perder su condición de socio en una firma de abogados, abandonó el escaño que ocupaba en la Asamblea de Gibraltar y Caruana se aupó al liderazgo del partido. En mayo ganó la elección parcial convocada para cubrir el escaño de Montegriffo, convirtiéndose en diputado. En las siguientes elecciones, en 1992, que supusieron un triunfo arrollador de Joe Bossano (con un 75,3% de los votos), el GSD, encabezado por Caruana, se convirtió en el principal partido de la oposición obteniendo un 20,2% de los votos y siete de los quince escaños de la asamblea.
En 1995, Caruana abandonó Triay & Triay y, en 1996 encabezó de nuevo la candidatura de su partido. El GSD capitalizó el descontento de los gibraltareños contra el gobierno de Joe Bossano y ganó las elecciones tras una campaña en la que prometió mejorar la economía e imagen de Gibraltar y mejorar las relaciones con España y el Reino Unido. El triunfo del GSD fue por un estrecho margen (52,7% frente al 45,6% del GSLP), pero suficiente para aupar a Caruana como ministro principal (incluso si no fue el candidato más votado de su partido, siendo superado por apenas cuatro votos por Peter Montegriffo, que había retornado al GSD).
Caruana revalidó su triunfo en las elecciones de 2000 (obteniendo un 58,35% de los votos frente a la alianza entre el GSLP y el Partido Liberal, que obtuvo un 40,57%), 2003 (con un 51,4% frente al 39,7 de la alianza GSLP/liberales) y 2007 (49,33% frente al 45,49% de GSLP/liberales). En todas ellas se enfrentó a Joe Bossano. En 2011 concurrió por séptima vez a unas elecciones, siendo derrotado por Fabian Picardo (46,76% frente a 48,88%), el nuevo líder de la alianza entre el GSLP y los liberales, y pasando a ser el líder de la oposición.

## Posiciones políticas
Desde su llegada al poder, Caruana ha mantenido una política de firme oposición a la reclamación de soberanía española sobre Gibraltar, pero a favor de la mejora de relaciones con España, promoviendo siempre que Gibraltar debe estar presente y tener una voz independiente en cualquier conversación entre España y el Reino Unido que afecte a Gibraltar. También promovió la reforma de la relación constitucional entre Gibraltar y el Reino Unido, fruto de la cual fue la promulgación de la nueva constitución gibraltareña en 2006, la cual, según las autoridades gibraltareñas, concluía la descolonización de la antigua colonia. De acuerdo con esta postura, Peter Caruana decidió que el gobierno gibraltareño dejase de asistir a las sesiones del Comité de los 24.
La oposición a la reclamación española se tradujo al rechazo a la propuesta hispano-británica de soberanía compartida acordada en 2002 y la convocatoria de un referéndum que abrumadoramente rechazó la propuesta. Por otra parte, su disposición a dialogar con el gobierno español en asuntos que no tuvieran que ver con la soberanía se hizo patente en su participación en el Foro Tripartito de Diálogo promovido por el gobierno español de José Luis Rodríguez Zapatero a su llegada al poder en 2004 y en la firma de los Acuerdo de Córdoba (2006), mediante los que España y el Reino Unido acordaron, entre otras medidas, construir una terminal en territorio español para el aeropuerto de Gibraltar, situado en el territorio disputado del istmo.
En noviembre de 2010 causaron polémica en el territorio británico unas declaraciones de Caruana en las que afirmaba que, en el caso de que España lo ofreciese, apoyaría una solución similar a la de Andorra (un país independiente, miembro de Naciones Unidas, del que el presidente de la República Francesa y el obispo de Seo de Urgel son conjuntamente jefes de Estado) para resolver el contencioso de Gibraltar.